# W. & D. Downey
W. & D. Downey eram fotógrafos de estúdio vitorianos que operaram em Londres entre 1860 e 1910.

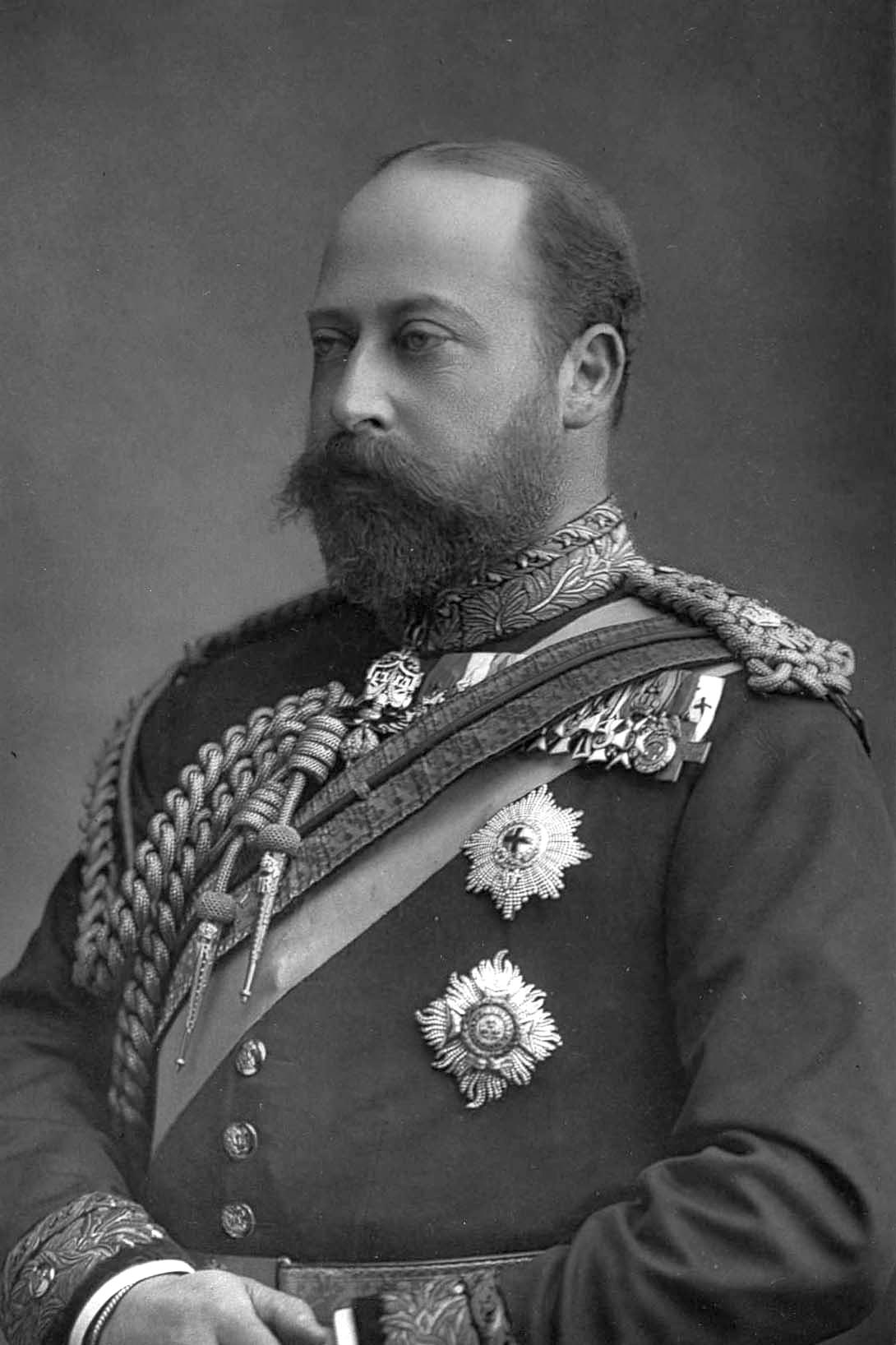
Eduardo VII quando Príncipe de Gales, fotografado por W. & D. Downey.

William Downey (14 de julho de 1829 em South Shields - 7 de julho de 1915 em Kensington), que veio a ser conhecido como o fotógrafo da rainha, nasceu em King Street em South Shields, uma década antes de a fotografia comercial se tornar realidade. William, inicialmente, era carpinteiro e construtor de barcos, mas em 1855 montou um estúdio em South Shields com seu irmão Daniel e depois estabeleceu filiais em Blyth, Morpeth e Newcastle. Sua primeira comissão real foi fornecer fotografias para a Rainha Vitória do Desastre Colliery Hartley em janeiro de 1862. Daniel Downey é seu irmão (1831 - 15 de julho de 1881).
Em 1863 abriram um estúdio na Eldon Square, em Newcastle. No mesmo ano, William montou um estúdio nas Casas do Parlamento e produziu retratos de todos os parlamentares da época. A localização das imagens resultantes é desconhecida até hoje.
William mudou-se para a 57 & 61 Ebury Street em Londres em 1872 e abriu outro estúdio, seu irmão gerenciando a filial de Newcastle. O estúdio de Londres desfrutou do patrocínio da Rainha Vitória e do Príncipe de Gales, tirando fotos em Balmoral e Frogmore durante a década de 1860. Sua primeira imagem real foi da princesa de Gales, no York Agricultural Show, por volta de 1865. O estúdio também produziu o icônico retrato de carte-de-visite da princesa de Gales pegando carona na princesa Louise. O estúdio recebeu um mandado real em 1879.
Downey usou o processo de carbono de Joseph Swan para o seu melhor trabalho. Na década de 1880, a Mawson, Swan & Morgan, de Newcastle, era a maior fabricante mundial de chapas secas fotográficas, cuja conveniência tornou a fotografia uma realidade comercial. George Eastman passou algum tempo lá durante os anos 80 e depois inventou o Box Brownie e filmou o filme, pondo fim ao monopólio dos estúdios em imagens permanentes.
O filho de William Downey, William Edward Downey (1855–1908), administrou a maioria das sessões reais durante a Era Eduardiana. Gladys Cooper, uma modelo fotográfico infantil da época, relembra as Downeys em sua autobiografia:
Eu me lembro muito bem dos Downeys - eles eram pai e filho. "Velho" Downey era um homem muito alto, de barba branca comprida e olhos muito avermelhados. Ele sempre usava uma longa sobrecasaca com uma fita vermelha em sua casa de botão, e parecia um cavalheiro velho e digno, que era bem capaz de receber e saudar a realeza com a maneira correta de respeitosa homenagem. Considerou-se uma grande honra ser fotografado pelo próprio "Velho" Downey. Ele nunca "levou" ninguém menor que uma das princesas, ou talvez uma duquesa de vez em quando, se ele se sentisse no clima. Sua equipe o tratava como o próprio realeza, e quando ele viajava para o exterior na sua carruagem, eles ficavam em volta de tapetes, almofadas, etc., até que ele os acenou de lado de forma senhorial.

"Young" Downey (ele sempre foi conhecido como "Young" Downey para distingui-lo de seu pai) era um homem grande - ou assim ele me pareceu então - com uma cabeça careca. Era um artista em seu trabalho e costumava dizer que sempre conhecia o melhor lado do rosto de alguém depois de uma boa olhada neles. Ele certamente fez algumas belas fotografias das belezas famosas de seu tempo, e possuía a arte de manter o caráter diante de seu assistente. 'Eu costumava aproveitar minhas visitas ao Downey père et fils. "Young" Downey gostava muito de crianças, e minhas irmãs Doris, Grace e eu nos divertimos muito no grande estúdio, ou nos vestimos na maravilhosa variedade de roupas que ele mantinha lá.

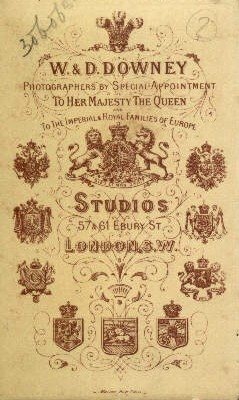
Um anúncio de W. & D. Downey, exibindo vários Royal Warrants, tanto da realeza asiática quanto da europeia.

William Senior era casado com Lucy, que nascera em Speenhamland, Berkshire, em 1843, e eles tinham um filho e uma filha. Juntou-se à Photographic Society (mais tarde The Royal Photographic Society) em dezembro de 1870. Os registros do censo de 1891 e 1901 mostram que ele estava morando em 10 Nevern Square, Warwick Road, Earls Court, Kensington. A preciosa coleção de prata de Downey foi roubada de sua casa no Earl's Court em novembro de 1914 - diz-se que o roubo trouxe sua morte.
William Downey senior era William Fowler Downey e casou com Caroline Griffiths de Cheshire. Eles tiveram dois filhos, William Edward e Robert Ingham (que morreu em bebê). Caroline morreu em 1874 e William casou novamente com Lucy Lyon em 1877. Seus filhos eram Arthur James Hope e Laura Evelyn.
Arthur, como A.J.H. Downey continuou o negócio da família: seu trabalho incluía um retrato dos filhos do rei Jorge V em 1910, o ano da ascensão de seu pai.
Daniel Downey casou com Elizabeth Smith Beloe e teve três filhos, outro Robert Ingham Downey, Elizabeth e Victoria Christine. Daniel morreu na Bethnal House, Bethnal Green, em 15 de julho de 1881.

## Galeria

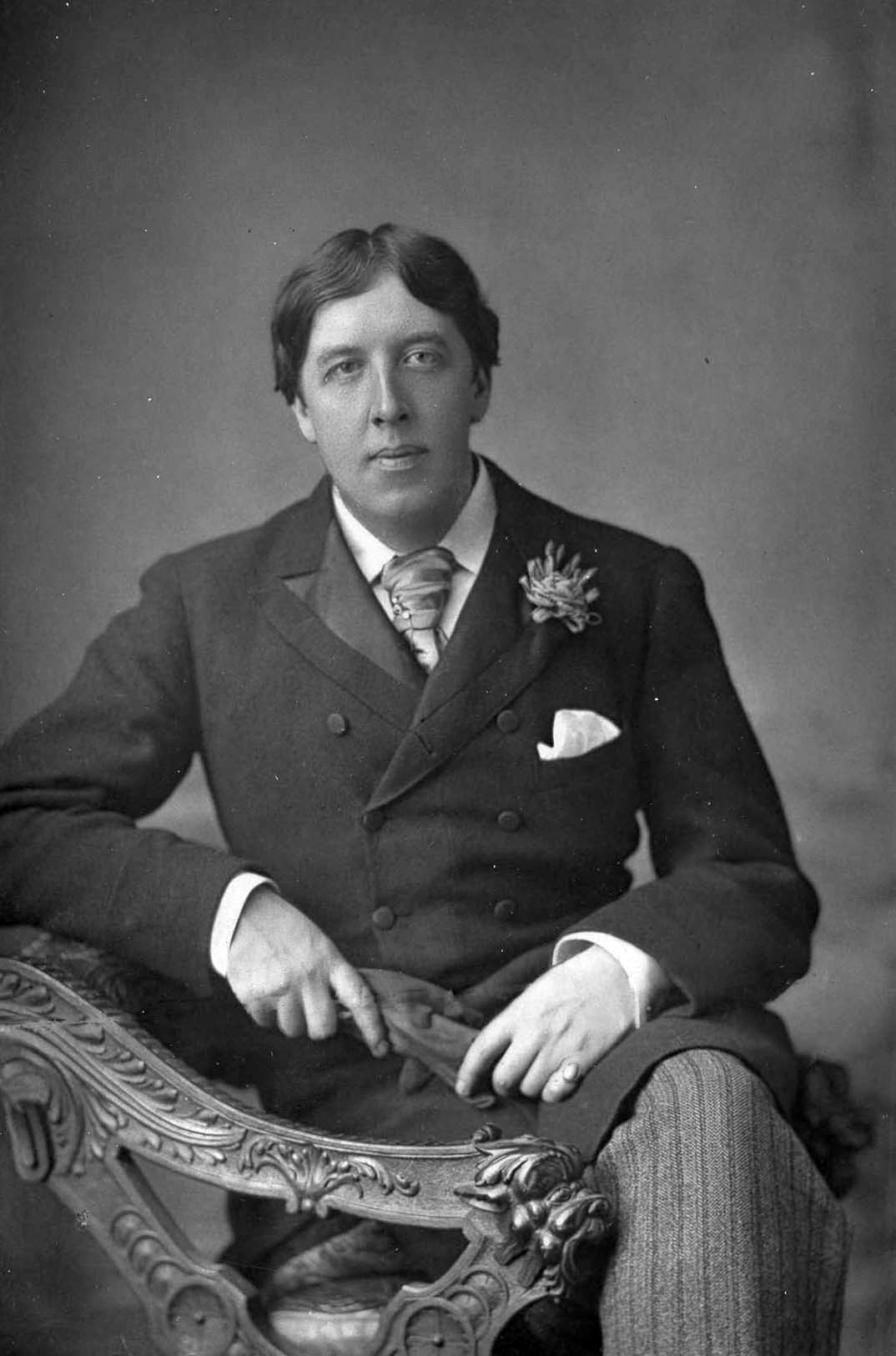
Oscar Wilde (1854-1900)
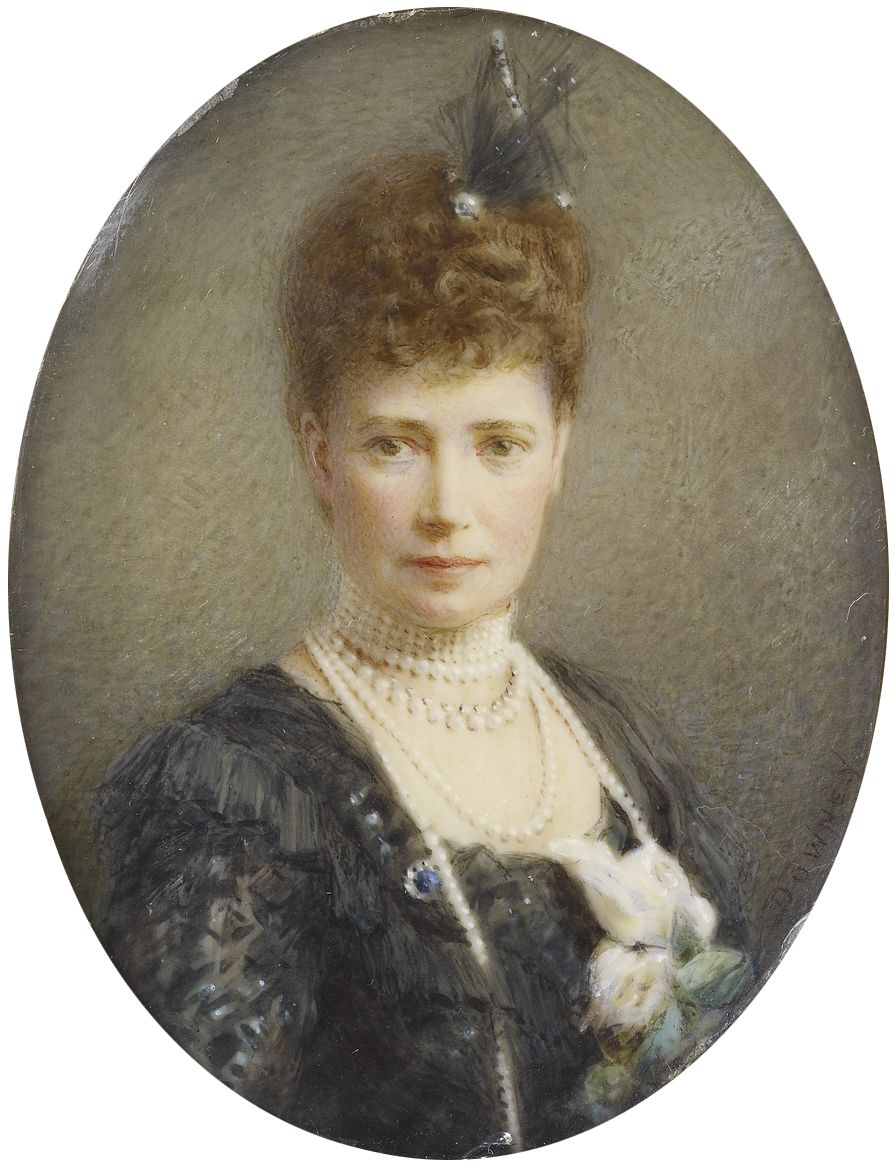
Maria Fedorovna
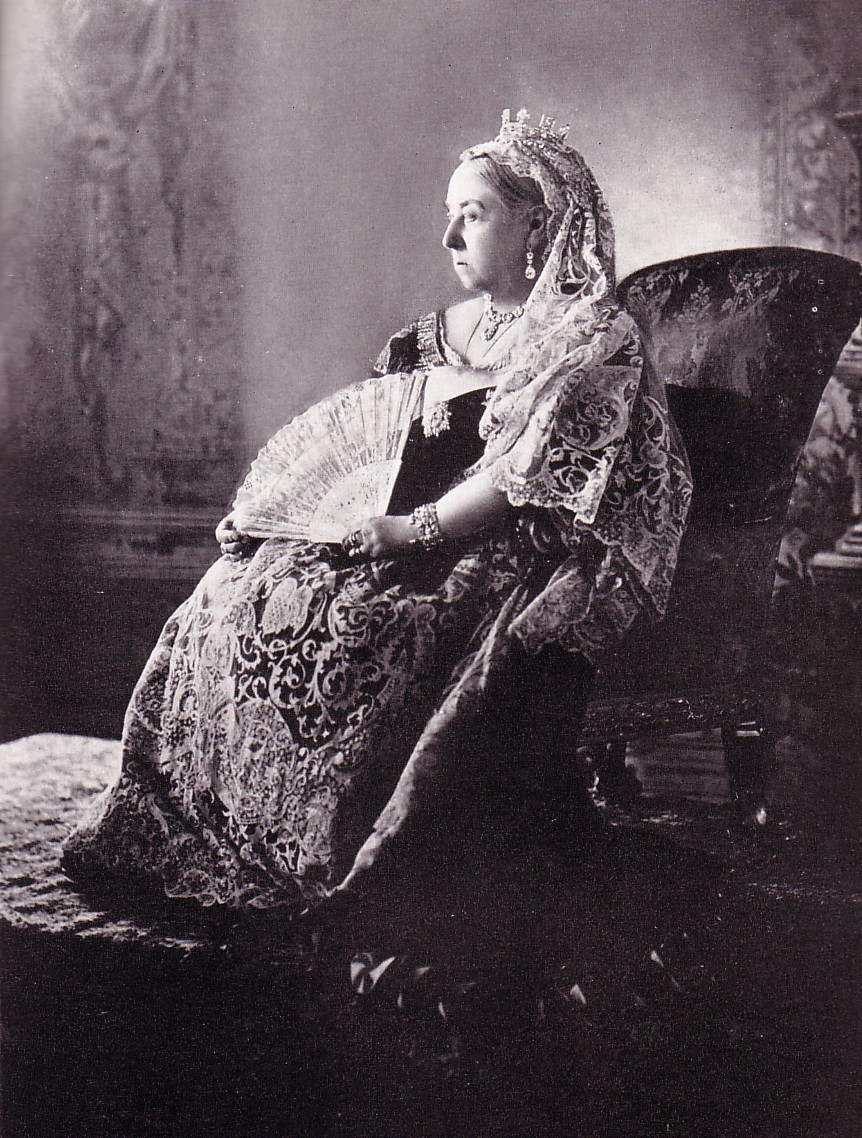
Retrato oficial do Jubileu de Diamante de Vitória do Reino Unido.
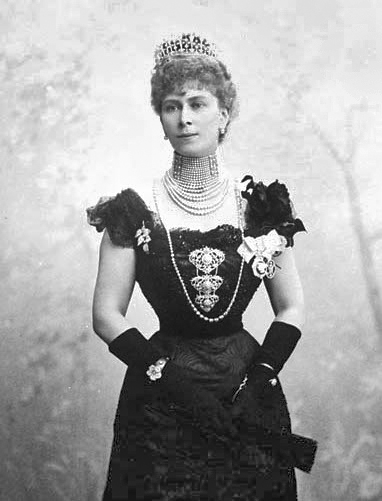
Maria de Teck
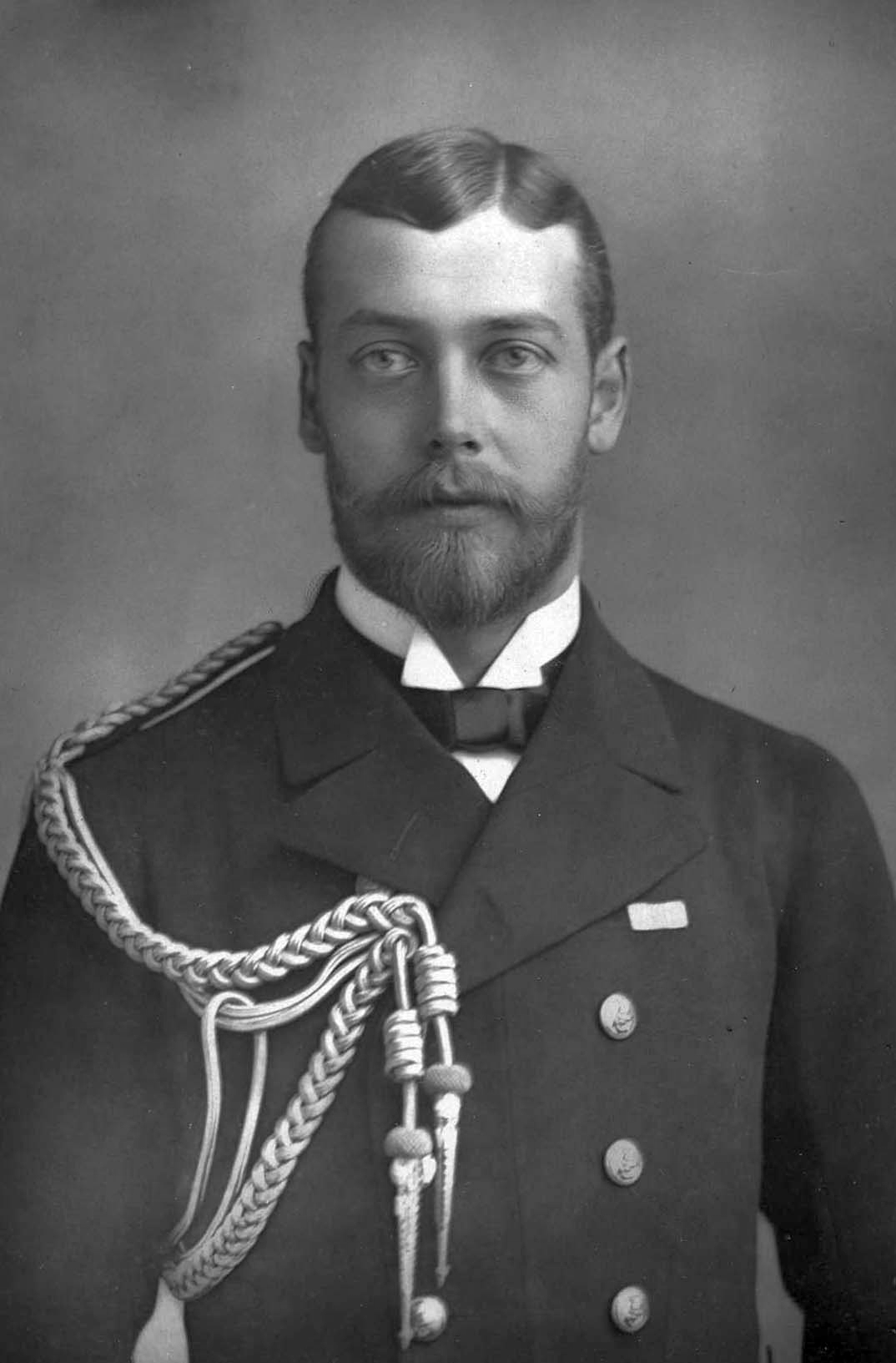
Jorge V do Reino Unido